# Gamma Apodis
Gamma Apodis (γ Aps, γ Apodis) é a segunda estrela mais brilhante da constelação de Apus, com uma magnitude aparente de 3,872. Está a aproximadamente 156 anos-luz (48 parsecs) da Terra, conforme determinado por medições de paralaxe. É uma estrela gigante de classe G (tipo espectral G8III) com uma temperatura efetiva de 5 040 K.
Gamma Apodis é uma fonte de raios-X ativa com uma luminosidade de 1,607 × 1030 erg/s, tornando-a uma das 100 mais fortes fontes estelares de raios-X a até 50 parsecs do Sol.